# Piedra Kueka

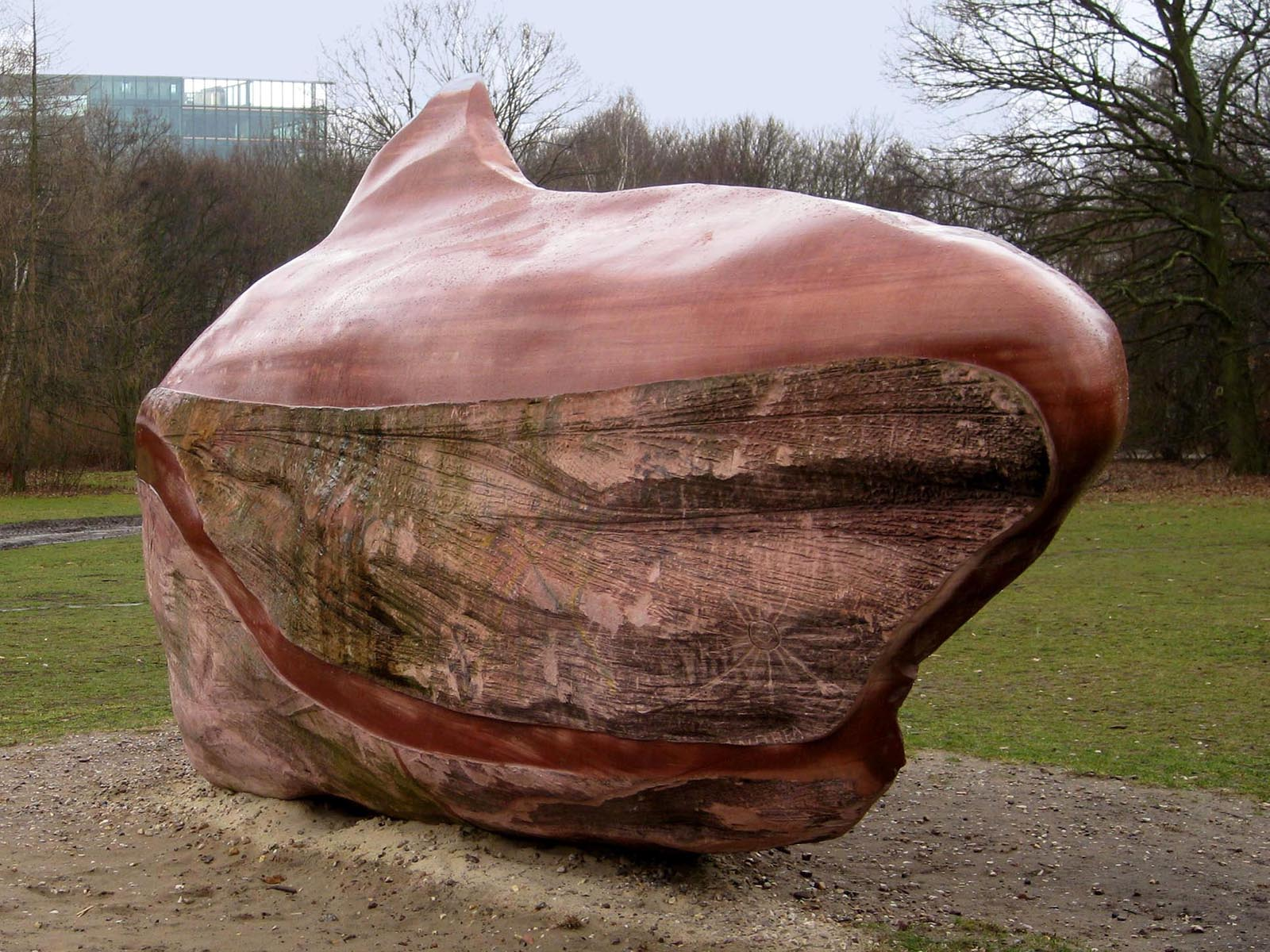
Piedra Kueka en el Tiergarten, 2007

La Piedra de la abuela Kueka es una piedra ancestral del pueblo pemón de Venezuela, considerada un icono dentro de su cultura indígena. 
 En 1994 la piedra Kueka fue declarada Patrimonio Natural de la Humanidad por la Organización de las Naciones Unidas para la Educación, la Ciencia y la Cultura (Unesco).
Fue extraída de su lugar de origen en el año 1998 por el creador plástico Wolfang von Schwarzenfeld para que formase parte de su instalación escultórica denominada Global Stone en el parque metropolitano Tiergarten, en Berlín (Alemania). En abril de 2020 retornó a Venezuela.

## Historia
Según el mito, Kueka era un joven Pemón Taure Pam que fue a buscar a la joven más bella de la comunidad Macuchíes, irrespetando las normas establecidas por Makunaima, dios celoso y estricto Pemón, quien decía que los Pemón se debían casar con los Pemón y los Macuxi con los Macuxi. Luego de casarse, huyeron y tras ellos fue Makunaima, quien les encontró y les dijo: "Awarokuruu ...Amoro aukowamumo Chokroro tatapiche anapo daro..." (¡maldito eres, vivirás siempre abrazado con tu esposa!). Makunaima sopló al viento esta oración y Kueka y su esposa fueron convertidos en piedra. Hoy la piedra es la abuela y abuelo de los Pemón, quienes reclamaban su secuestro desde 1998, 
El embajador alemán ha expresado su deseo de que "el gobierno Venezolano envíe a un grupo de pemones (...) a Berlín al lugar de espiritualidad" donde está colocada la piedra, para que "entiendan la intención" del proyecto del que forma parte.

## Extracción
Para llevarla a cabo, se firmó un acuerdo entre el entonces presidente de INPARQUES (ente gubernamental responsable de los parques nacionales), Héctor Hernández 
Mújica, y el Encargado de Negocios de la Embajada de la República Federal Alemana, Hans Peter Pliscka, para la donación de una piedra de jaspe por parte de INPARQUES como aporte a  Alemania, donde fue tallada, pulida y expuesta como parte del proyecto Global Stone, un conjunto de piedras arqueológicas (como resultado de las cinco naciones) que se exhiben  en el parque Tiergarten de Berlín, dicho proyecto es un  intercambio cultural entre ambos países.

## Consecuencias
Debido a que el pueblo Pemón nunca estuvo de acuerdo con su salida de Venezuela, fueron efectuando diversas protestas, se tuvo cerca de 10 notas verbales realizadas por la Cancillería de Venezuela para solicitar el regreso de la piedra Kueka, pero ninguno fue contestado, además, el 21 de junio del 2016 un grupo de representantes de la comunidad Pemón, acompañados por miembros de otros pueblos indígenas (originarios), acudieron a la sede de la embajada de Alemania en Venezuela, para pedir que fuese retornada la piedra sagrada.

## Solución diplomática
El  9 y 10 de noviembre de 2010, en la  sede de la Cancillería de la República Bolívariana de Venezuela , se realizó una Jornada Cultural sobre la Piedra Kueka y los saberes ancestrales. En estas jornadas fueron discutidas toda la cosmogonía del pueblo Pemón y las acciones realizadas por el estado venezolano para lograr el regreso de su Abuela Kueka de Alemania. Sara Lander, representante del Viceministerio para Europa, calificó esta iniciativa como un espacio de reflexión sobre la necesidad del retorno de la Piedra Kueka. El presidente del Instituto del Patrimonio Cultural, Héctor Torres, explicó que “en la cosmogonía Pemón, la Kueka es un miembro de la comunidad, y su extracción violentó esta creencia”. Igualmente aclaró que, tal como lo establece la Procuraduría General de la República de Venezuela y el Ministerio del Ambiente, se trata de un acto ilegal. Por su parte el Gobierno de Alemania ha señalado que se encuentra dispuesto a redonar la piedra sagrada a Venezuela pero establecen como condición que les sea otorgada otra piedra para reemplazar el lugar que ocupa la Piedra Kueka en el parque Tiergarten, cerca a la famosa Puerta de Brandeburgo [cita requerida]. El día 17 de abril de 2020 arribó la piedra al puerto de Guanta gracias a la incansable lucha del pueblo Pemón.

## Relevancia cultural
La importancia de la piedra Kueka ha trascendido a la cultura del pueblo Pemón. Si bien para los pemones Kueka "no es una representación, ni es un objeto inanimado", para Venezuela la lucha por su regreso convocó diferentes esfuerzos que van desde el movimiento indigenista, ambientalista, descolonial, de juristas y por las reparaciones.
Al momento del regreso de la piedra a Santa Cruz de Mapaurí, el presidente de la República, Nicolás Maduro, declaró la Quebrada de Jaspe como Monumento Nacional, con el propósito de reconocer su importancia dentro del patrimonio cultural de Venezuela "como elemento fundamental del ecosistema de la Gran Sabana y de la identidad nacional".

### Documentales
Diferentes documentales han divulgado la importancia de la piedra Kueka para el pueblo Pemón, su lucha durante más de 20 años, así como la necesidad de regresar a su lugar de origen.
- "ETAPONTOK RO ETOMO, la lucha continúa" (2006), de Blanca Vanessa Núñez.[5]
- "Kueka, cuando las piedras hablan" (2017), de Francisco Denis.[6]
- "Kueka: memoria ancestral" (2025),  de María de los Ángeles Peña Fonseca.[7]